# Max Tourailles
Max Tourailles, né le 19 février 1919 à Terrasson et mort le 31 mars 1944, est un résistant français exécuté par les Allemands, après avoir été torturé, pendant la Seconde Guerre mondiale.

## Biographie
Il est verrier de profession et membre de l’équipe de rugby de Terrasson avant guerre.
Membre du Parti communiste français, il est un des fondateurs du groupe de Francs-tireurs Partisans (FTP) « Pierre Rébière ». Dans la Résistance, il prend le nom de « Prosper »,.
Il est arrêté, avec René Lascaux, secrétaire général de la mairie de Terrasson par les SS le 31 mars 1944, questionné, notamment on leur tend une feuille de papier et on les invités à inscrire les noms ou la liste des résistants communistes du canton torturé. Ils refusent de donner les noms des résistants de leur réseau. Ils sont abattus d'une balle dans la nuque, dans une carrière, à proximité de la ferme Druillolle, sur la route de Bouillac, près de Terrasson.
Leurs corps sont récupérés par la gendarmerie le lendemain. D'autres affirment que les corps auraient été retrouvés par le boulanger lors de sa tournée et qu'il les aurait ramenés.[réf. nécessaire]

## Reconnaissance
- Il est reconnu « Mort pour la France »[1].
- Une rue porte son nom dans sa ville, ainsi qu'un mémorial[3],[4],[5].
- Son nom est inscrit sur les monuments aux Morts de Terrasson et de Sarlat-la-Canéda[1].
- Une stèle sur le lieu de son exécution à Gaubert[6].